# جشن یادبود شام آخر مسیح
جشن یادبود شام آخر مسیح که به صورت لاتین و برای تلخیص، گاهی برای بدن مسیح هم خوانده می‌شود، جشنی است که در فرقه کاتولیک‌های رومی در اولین روز پنجشنبهٔ پس از یکشنبه تثلیث برگزار می‌شود. این جشن یادبود و بازسازی شام آخر عیسی با شاگردان در شب قبل از مرگ او است. در اناجیل کنونی آمده‌است که عیسی در این مراسم، نان و شراب را به عنوان گوشت و خون خود به شاگردان داد تا بخورند و بنوشند.

## نگارخانه

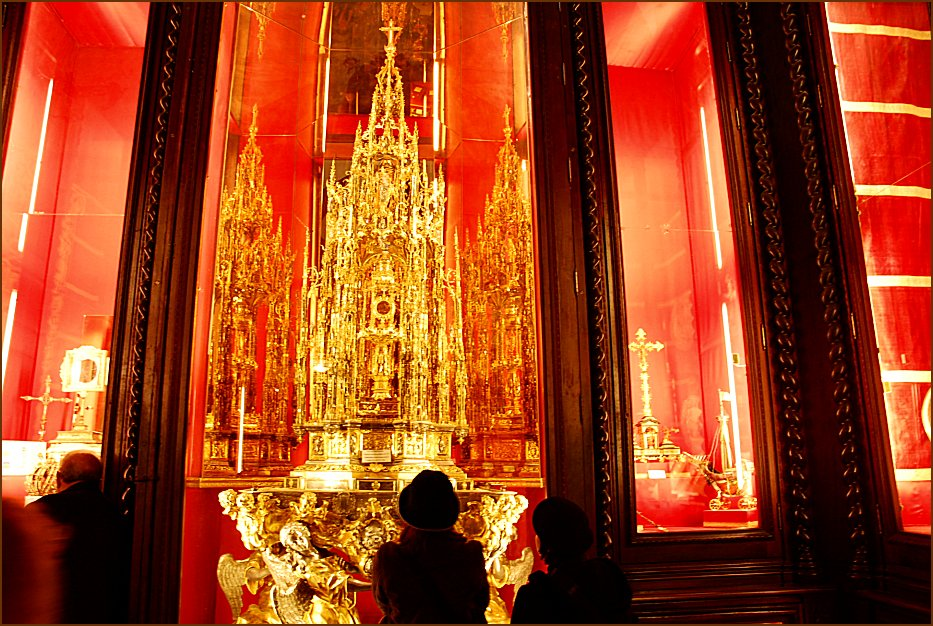
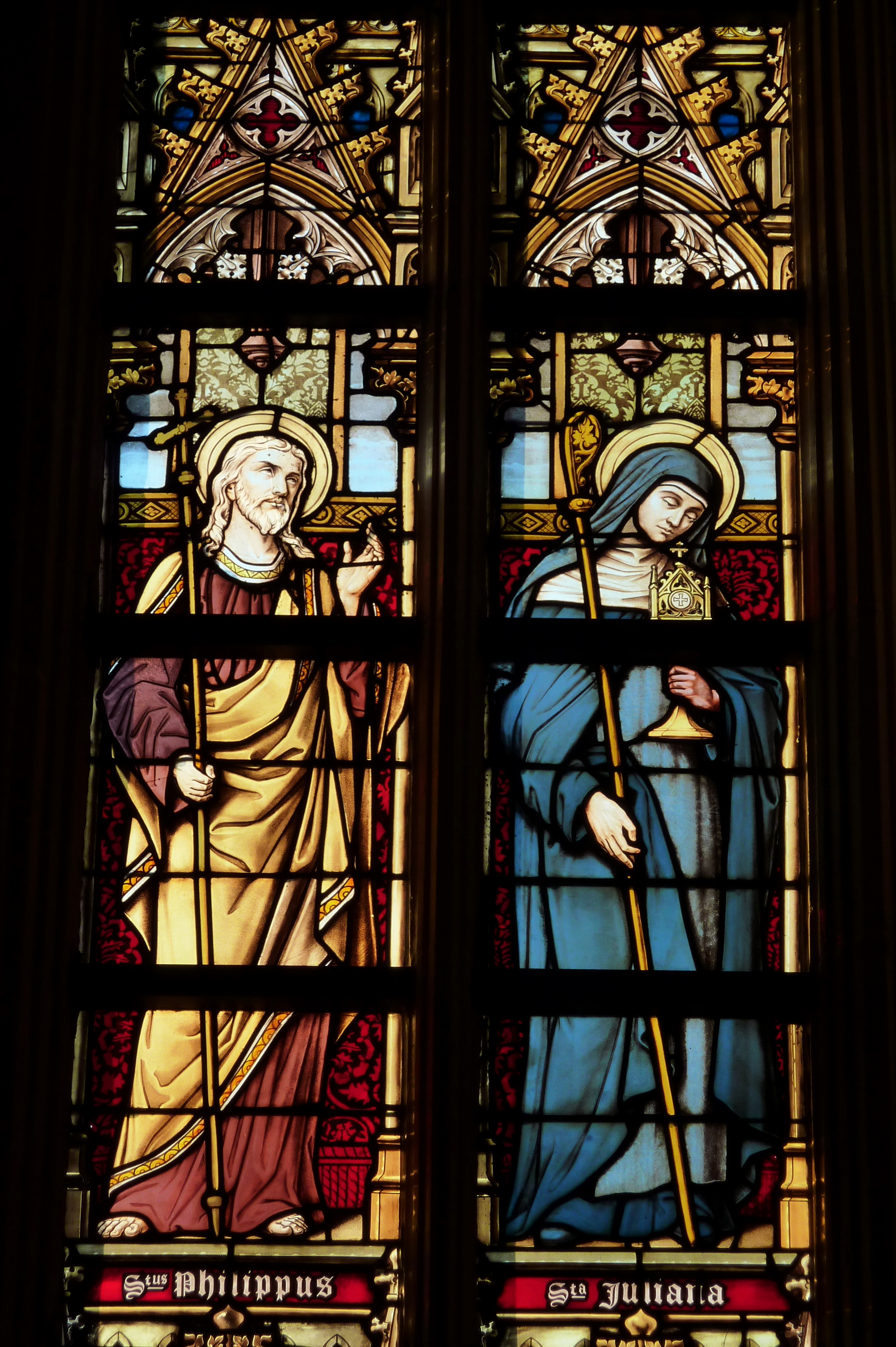